# Ovosho
Ovosho – trzeci album studyjny polskiego zespołu muzycznego Blue Café. Płytę wydano 15 września 2006 nakładem EMI. Autorem wszystkich tekstów jest Paweł Rurak-Sokal i Kamila Sowińska. Z albumu wydano trzy single. Pierwszy, „Baby, Baby”, wykorzystano w komedii romantycznej „Dlaczego nie!” z 2007, a drugiego, „My Road”, użyto w komedii „Nie kłam kochanie” z 2008. Trzecim singlem została piosenka „Another Girl”. 10 października 2006, wydawnictwo uzyskało certyfikat złotej płyty. Jest to pierwszy album zespołu, przy którego nagrywaniu nie uczestniczyła Tatiana Okupnik. Zastąpiła ją Dominika Gawęda.

## Lista utworów
1. „Another Girl”
2. „Barok”
3. „Baby, Baby”
4. „My Road”
5. „Ladies”
6. „Get Out”
7. „Sexy Touch”
8. „Can I Show”
9. „Amsterdam”
10. „SIS (Tribute to Marylin)”
11. „Ciebie mam”
12. „Loving You”
13. „Latino”
14. „Always the Same”
15. „Sometimes”
16. „Sunny Days”

## Sprzedaż
| Oficjalna Lista Sprzedaży OLIS |    |    |    |    |    |    |    |    |    |    |    |    |    |    |    |    |    |    |    |    |    |    |    |    |    |
| Tydzień                        | 01 | 02 | 03 | 04 | 05 | 06 | 07 | 08 | 09 | 10 | 11 | 12 | 13 | 14 | 15 | 16 | 17 | 18 | 19 | 20 | 21 | 22 | 23 | 24 | 25 |
| Pozycja                        | 24 | 10 | 18 | 24 | 38 | 39 | 49 | 46 | 46 | -  | -  | -  | -  | -  | -  | 25 | 24 | -  | 24 | 50 | 33 | 48 | -  | -  | -  |